# Итата
Итата — река в областях Био-Био и Ньюбле в Чили. Длина 140 км, площадь бассейна 11 294 км².

## Описание
Начинается на западном склоне Анд у железнодорожной станции Чольгуан слиянием рек Чольгуан и Уэпиль. Течёт в северо-западном направлении. Основной приток в среднем течении — Дигильин, начинающийся на склоне вулкана Чильян и имеющий длину 102 км. Главный приток — Ньюбле, имеющая длину 155 км и впадающая около Конфлуэнсии. Долина Итаты отделена от долины Био-Био Береговой Кордильерой. В долине реки имеются леса из нотофагуса и акации.
На реке расположен город Коэлему.

## Притоки
Кальпольему (пр), Лонкен (пр), Коэльему (лв), Чудаль (пр), Ньюбле (пр), Ларки (пр), Коуанко (лв), Пальпаль (пр), Дигильин (пр), Лас-Ислас (лв), Куленко (пр), Даньикальки (пр), Перкуэнса (пр), Курапасо (пр), Трилалео (пр).